# 1920-as indianapolisi 500
A 8. alkalommal megrendezett Indianapolisi 500 mérföldes versenyt 1920. május 31-én rendezték meg.
| Helyezés | Rajthely | Rajtszám | Versenyző        | Qual   | Rank | Körök száma | Élen | Kiesés oka     |
| -------- | -------- | -------- | ---------------- | ------ | ---- | ----------- | ---- | -------------- |
| 1        | 6        | 4        | Gaston Chevrolet | 91.550 | 8    | 200         | 14   | Running        |
| 2        | 18       | 25       | René Thomas      | 93.950 | 5    | 200         | 12   | Running        |
| 3        | 11       | 10       | Tommy Milton     | 90.200 | 11   | 200         | 0    | Running        |
| 4        | 15       | 12       | Jimmy Murphy     | 88.700 | 13   | 200         | 0    | Running        |
| 5        | 1        | 2        | Ralph DePalma    | 99.150 | 1    | 200         | 79   | Running        |
| 6        | 9        | 31       | Eddie Hearne     | 88.050 | 15   | 200         | 0    | Running        |
| 7        | 4        | 26       | Jean Chassagne   | 95.450 | 4    | 200         | 1    | Running        |
| 8        | 19       | 28       | Joe Thomas       | 92.800 | 6    | 200         | 0    | Running        |
| 9        | 23       | 33       | Ralph Mulford    | —      | —    | 200         | 0    | Running        |
| 10       | 17       | 15       | Pete Henderson   | 81.150 | 21   | 200         | 0    | Running        |
| 11       | 14       | 32       | John Boling      | 81.850 | 20   | 199         | 0    | Flagged        |
| 12       | 2        | 6        | Joe Boyer        | 96.900 | 2    | 192         | 93   | Crash T3       |
| 13       | 10       | 9        | Ray Howard       | 84.600 | 18   | 150         | 0    | Camshaft       |
| 14       | 12       | 29       | Eddie O’Donnell  | 88.200 | 14   | 149         | 0    | Oil line       |
| 15       | 21       | 16       | Jules Goux       | 84.300 | 19   | 148         | 0    | Engine trouble |
| 16       | 13       | 34       | Willie Haupt     | 85.480 | 16   | 146         | 0    | Rod            |
| 17       | 8        | 7        | Bennett Hill     | 90.550 | 10   | 115         | 0    | Crash T4       |
| 18       | 3        | 3        | Louis Chevrolet  | 96.300 | 3    | 94          | 0    | Steering       |
| 19       | 20       | 18       | Howdy Wilcox     | 88.820 | 12   | 65          | 0    | Engine trouble |
| 20       | 7        | 5        | Roscoe Sarles    | 90.750 | 9    | 58          | 0    | Crash T4       |
| 21       | 5        | 8        | Art Klein        | 92.700 | 7    | 40          | 1    | Crash          |
| 22       | 22       | 19       | Jean Porporato   | 79.980 | 22   | 23          | 0    | Ruled off      |
| 23       | 16       | 17       | André Boillot    | 85.400 | 17   | 16          | 0    | Engine trouble |